# Tusitala lyrata
Tusitala lyrata là một loài nhện trong họ Salticidae.
Loài này thuộc chi Tusitala. Tusitala lyrata được Eugène Simon miêu tả năm 1903.